# 科潘 (傑米季夫卡區)
50°23′3″N 25°17′23″E / 50.38417°N 25.28972°E
科潘（烏克蘭語：Копань），是烏克蘭西北部的村莊，隸屬里夫內州的杜布諾區。該村始建於1896年，面積3.21平方公里，海拔高度226米，2015年人口105，人口密度每平方公里38人。